# Tour de France 2011/3. Etappe
Die 3. Etappe der Tour de France 2011 am 4. Juli führte über 198 km von Olonne-sur-Mer nach Redon. Auf der Flachetappe gab es wie bei jeder Etappe dieser Tour de France eine Sprintwertung, außerdem eine Bergwertung der 4. Kategorie. Alle 198 gemeldeten Fahrer gingen an den Start.

## Rennverlauf
Gleich zu Beginn der Etappe konnte sich ein Quintett aus Rubén Pérez, José Iván Gutiérrez, Maxime Bouet, Niki Terpstra und Mickaël Delage absetzen, die einen Vorsprung von bis über acht Minuten herausfahren konnten. Delage, der später auch als kämpferischster Fahrer ausgezeichnet wurde, entschied den Zwischensprint für sich. Im Feld zog Omega Pharma-Lotto den Sprint zum Zwischensprint an, den schließlich Mark Cavendish als Erster passierte.
In der Folge schrumpfte der Vorsprung zu den Ausreißern wieder, als auch andere Teams Tempo machten. Von den Ausreißern konnte Delage dann auch den einzigen Bergpunkt des Tages erringen, der auf der Brücke über die Loire-Mündung ausgefahren wurde. Das Feld zerfiel dort in mehrere Teile, schloss sich aber später wieder zusammen. Gutiérrez und Delage konnten sich noch bis etwa neun Kilometer vor dem Ziel vor dem Feld halten, während ihre drei Begleiter schon etwas eher eingeholt worden waren.
Den Zielsprint zog das HTC-Highroad-Team an, bis sich das Team Garmin-Cervélo darin einschaltete. Den Sieg errang Tyler Farrar und widmete ihn seinem beim diesjährigen Giro ums Leben gekommenen Freund Wouter Weylandt.

## Punktewertung
| Zwischensprint in Saint-Hilaire-de-Chaléons nach 104 km auf 15 m |             |                           |         |
| 1.                                                               | Frankreich  | Mickaël Delage (FDJ)      | 20 Pkt. |
| 2.                                                               | Spanien     | José Iván Gutiérrez (MOV) | 17 Pkt. |
| 3.                                                               | Niederlande | Niki Terpstra (QST)       | 15 Pkt. |
| 4.                                                               | Spanien     | Rubén Pérez (EUS)         | 13 Pkt. |
| 5.                                                               | Frankreich  | Maxime Bouet (ALM)        | 11 Pkt. |
| 6.                                                               | Russland    | Denis Galimsjanow (KAT)   | 10 Pkt. |
| 7.                                                               | Spanien     | José Joaquín Rojas (MOV)  | 9 Pkt.  |
| 8.                                                               | Belgien     | Tom Boonen (QST)          | 8 Pkt.  |
| 9.                                                               | Belgien     | Philippe Gilbert (OLO)    | 7 Pkt.  |
| 10.                                                              | Kolumbien   | Leonardo Duque (COF)      | 6 Pkt.  |
| 11.                                                              | Belgien     | Gert Steegmans (QST)      | 5 Pkt.  |
| 12.                                                              | Slowenien   | Borut Božič (VCD)         | 4 Pkt.  |
| 13.                                                              | Frankreich  | Romain Feillu (VCD)       | 3 Pkt.  |
| 14.                                                              | Frankreich  | Jimmy Engoulvent (SAU)    | 2 Pkt.  |
| 15.                                                              | Deutschland | André Greipel (OLO)       | 1 Pkt.  |

| Zwischensprint in Redon nach 198 km auf 31 m |                        |                            |         |
| 1.                                           | Vereinigte Staaten     | Tyler Farrar (GRM)         | 45 Pkt. |
| 2.                                           | Frankreich             | Romain Feillu (VCD)        | 35 Pkt. |
| 3.                                           | Spanien                | José Joaquín Rojas (MOV)   | 30 Pkt. |
| 4.                                           | Frankreich             | Sébastien Hinault (ALM)    | 26 Pkt. |
| 5.                                           | Vereinigtes Konigreich | Mark Cavendish (THR)       | 22 Pkt. |
| 6.                                           | Norwegen               | Thor Hushovd (GRM)         | 20 Pkt. |
| 7.                                           | Neuseeland             | Julian Dean (GRM)          | 18 Pkt. |
| 8.                                           | Slowenien              | Borut Božič (VCD)          | 16 Pkt. |
| 9.                                           | Deutschland            | André Greipel (OLO)        | 14 Pkt. |
| 10.                                          | Frankreich             | Jimmy Engoulvent (SAU)     | 12 Pkt. |
| 11.                                          | Russland               | Denis Galimsjanow (KAT)    | 10 Pkt. |
| 12.                                          | Frankreich             | Sébastien Turgot (EUC)     | 8 Pkt.  |
| 13.                                          | Norwegen               | Edvald Boasson Hagen (SKY) | 6 Pkt.  |
| 14.                                          | Belgien                | Gianni Meersman (FDJ)      | 4 Pkt.  |
| 15.                                          | Vereinigtes Konigreich | Geraint Thomas (SKY)       | 2 Pkt.  |